# Tanaka Tatsuo
Tanaka Tatsuo (jap. 田中 龍夫; * 20. September 1910 in Hagi, Präfektur Yamaguchi; † 30. März 1998) war ein japanischer Adliger und Politiker. In der Nachkriegszeit gehörte er für die Liberaldemokratische Partei (LDP) für Jahrzehnte dem Shūgiin an und war Minister in mehreren Kabinetten.
Tanaka, der älteste Sohn von Premierminister Tanaka Giichi, wurde mit dessen Tod 1929 Danshaku (Baron). Er studierte Rechtswissenschaften an der Kaiserlichen Universität Tokio und wurde anschließend Angestellter der Südmandschurischen Eisenbahn. 1940 wurde er in das „Planungsamt“ (Kikaku-in) berufen, 1943 wechselte er in das „Munitionsministerium“ (Gunju-shō). Danach war er Sekretär für zwei Minister im Kabinett: ab 1944 bei Landwirtschaftsminister Shimada Toshio, 1945 bei Industrie- und Handelsminister Ogasawara Sankurō. 1946 wurde er ins Kizokuin, das Herrenhaus des Reichstages, berufen.
Tanaka kandidierte 1947 für das Gouverneursamt in seiner Heimatpräfektur und wurde der erste vom Volk gewählte Gouverneur von Yamaguchi. 1953 trat er zur Hälfte seiner zweiten Amtsperiode zurück, Nachfolger wurde sein Schwager Ozawa Tarō. Tanaka bewarb sich bei der Shūgiin-Wahl 1953 im Viermandatswahlkreis Yamaguchi 1 als Unabhängiger um einen Sitz im nationalen Parlament und wurde mit dem höchsten Stimmenanteil gewählt. Danach wurde er zwölfmal in Folge als Abgeordneter wiedergewählt. Er wurde später Mitglied der Demokratischen Partei Japans und damit 1955 Mitglied der LDP, wo er zunächst zur Kishi-Faktion, später zur Fukuda-Faktion gehörte. 1957 war er während des ersten Kabinetts Kishi stellvertretender Leiter des Kabinettssekretariats. Erstmals Minister wurde er 1967 im zweiten Kabinett Satō, in das er als Leiter des Amts des Premierministers berufen wurde. Von 1976 bis 1977 war er Minister für Internationalen Handel und Industrie, von 1980 bis 1981 Kultusminister.
1981 erhielt Tanaka eines der „drei Parteiämter“, als er von Suzuki Zenkō zum Vorsitzenden des Exekutivrats berufen wurde, das Amt behielt er bis zu Suzukis Rückzug 1982. Zur Shūgiin-Wahl 1990 zog sich Tanaka aus der Politik zurück, seine Wahlkreiskandidatur übernahm Kawamura Takeo aus Tanakas Heimatstadt Hagi. Im selben Jahr erhielt er den Orden der Aufgehenden Sonne erster Klasse. Tanaka starb 1998 und wurde wie sein Vater auf dem Friedhof Tama in Fuchū, Präfektur Tokio beigesetzt.